# 陳曾壽
陳曾壽（1878年—1949年）字仁先，自號蒼虬（又作滄虯），别号耐寂、復誌、焦庵等。室名陳莊、蒼虯閣、舊月簃、石如意齋等。湖北蘄水（今浠水）人。清朝及满洲国政治人物、诗人、书画家。

## 生平
陳曾壽早年肄业于武昌兩湖書院，師從梁鼎芬。中舉人之後，曾作有《平定粵匪戰事圖說》。光緒二十九年（1903年），陳曾壽中進士，任刑部主事。曾经一度出游日本。光绪三十二年（1906年），陳曾壽調學部，遷學部郎中。陳曾壽曾经是張之洞的幕客，在新政方面多有贡献。後来，升任都察院廣東道監察禦史。
中华民国成立後，袁世凱邀陳曾壽出任提學使，陳曾壽不就，寓居杭州西湖。後来，迁居上海，以賣畫为生。他和寓居青島的劉廷琛交往密切，曾经一同于1917年赴北京参加张勋复辟，获授學部侍郎。後来，改居杭州南湖，奉养母亲。他和俞明震是近鄰，经常唱和酬答。
1925年，陳曾壽赴天津追隨溥儀，任婉容的師傅。满洲国成立后，出任满洲国執政秘書（溥仪任执政），近侍處處長，內廷局局長等职务。1937年，因為清陵廟事務而觸怒了日本人，遂遭到免職，遷居北京。
晚年，陳曾壽寓居浙江杭州西湖，於蘇堤第一橋築“陳莊”。抗日戰爭勝利後，他迁居上海。
1949年，陳曾壽在上海逝世。年七十二。
画作有《第三十四洞天圖》（1921），胡嗣瑗、鄭孝胥、朱祖谋、楊鍾羲、陳寶琛、李孺、陳三立、溥儒等跋。

## 詩學成就
有《蒼虬閣詩》、《舊月簃詞》。陳衍論其詩“獨肆力爲淒惋雄摯之詩”，兼“韓之豪，李之婉，王之遒，黃之嚴”（《蒼虬閣詩存序》）
汪國垣《光宣詩壇點將録》將陳曾壽點為“天英星小李廣花榮”，稱其“詩屢易其體。中年以後，取韻於玉溪、玉樵，取格於昌黎、東坡、半山。晚年身世又與王官谷、野史臺為近。忠悃之懷，寫以深語，深醇悱惻，輒移人情。滄趣、散原外，唯君鼎足焉。”

## 家庭
- 曾祖父：嘉慶二十四年（1819年）己卯恩科状元陳沆[4]
- 弟弟：陳冷汰